# Ritchie De Laet
Richard De Laet, dit Ritchie De Laet (prononcé en néerlandais : [ˈrɪci də ˈlaːt]), né le 28 novembre 1988 à Anvers en Belgique, est un footballeur international belge qui joue au poste de défenseur.

## Biographie

### En club

#### Débuts à l'Antwerp et départ rapide pour l'Angleterre
Né à Anvers, Ritchie De Laet joue dans plusieurs clubs de la région (KSK Hoboken, FC Malines et KFCO Wilrijk) avant de rejoindre le  Royal Antwerp FC en 2005. Le jeune défenseur intègre le noyau professionnel un an plus tard. Il est transféré le 17 août 2007 dans le club anglais de Stoke City pour un montant avoisinant les 100 000 £. En juillet 2008, il passe un essai à Bournemourh où il joue un match amical mais ne se voit pas proposer de contrat. Il est ensuite prêté à Wrexham AFC en octobre 2008. Il y joue trois rencontres en un mois avant de voir son prêt interrompu pour soigner une hernie discale.

#### Passage difficile à Manchester, de nombreux prêts
Il rejoint Manchester United en 8 janvier 2009, toujours dans le cadre d'un prêt. Il joue son premier match de Premier League le 24 mai 2009. Il est transféré définitivement en fin de saison pour un montant maximum de 300 000 €, ajustable en fonction de ses performances. Après avoir rejoint United, De Laet joue exclusivement pour l'équipe réserve du club. En mars 2009, il est choisi parmi les cinq joueurs, au-dessus de la limite d'âge requise, dans l'équipe des moins de 18 ans de Manchester United pour le tournoi de football Memorial Claudio Sassi-Sassuolo. Il joue dans trois des cinq matchs et inscrit un penalty dans la séance de tirs au but de la demi-finale contre Modène, remportée 5-3, permettant aux Red Devils d'atteindre la finale, dans laquelle ils battent ensuite l'Ajax Amsterdam 1-0.
Durant la saison 2009–2010, Ritchie De Laet joue dans la Coupe de la Ligue anglaise, contre Wolverhampton Wanderers et Barsnley durant le troisième et quatrième tour, commençant contre Tottenham Hotspur pour le cinquième. Malgré une série de blessures, Alex Ferguson lui préfère Michael Carrick pour remplacer Gary Neville à l'arrière-gauche. Il rejoue le 15 décembre 2009 contre Wolverhampton Wanderers puis contre Fulham quatre jours plus tard. Le 4 mai 2010 il sera même élu « Joueur de l'année de la réserve » du célèbre club anglais.
En novembre 2010, il est prêté pour un mois au club de deuxième division anglaise de Preston North End après un essai à Sheffield United. Après cinq matchs joués, il signe un nouveau contrat en prêt, cette fois-ci pour la formation de Portsmouth.
Après la saison 2010-2011, il est prêté au club de Norwich City. Il dispute sept rencontres et marque un but avant de revenir à Manchester au mois de janvier 2012.

#### Leicester City
Le 15 mai 2012, il signe un contrat de trois ans en faveur de Leicester City. Il y obtient enfin une place de titulaire et dispute la majorité des rencontres de la saison.
Le 1er février 2016, il est prêté à Middlesbrough, club avec lequel il obtient la promotion en Premier League. Il est également champion d'Angleterre cette saison-là avec Leicester grâce à ses 10 matchs en Premier League.

#### Aston Villa
Le 23 août 2016, De Laet s'engage pour trois saisons avec Aston Villa. Le 14 septembre suivant, il se blesse gravement au genou face à Brentford, ce qui met fin à sa saison. Éloigné des terrains pendant onze mois, il fait son retour le 9 août 2017 contre Colchester United en Coupe de la Ligue anglaise.

#### Prêt au Royal Antwerp
Le 23 janvier 2018, De Laet est prêté au Royal Antwerp FC jusqu'à la fin de la saison.

#### Prêt à Melbourne City
Le 14 septembre 2018, il est prêté pour une saison à Melbourne City. Il inscrit sept buts en vingt-six matchs sous le maillot du club australien.

#### Retour au Royal Antwerp
Le 29 juin 2019, De Laet s'engage gratuitement au Royal Antwerp FC où il met un terme à sa carrière professionnelle à l'issue de la saison 2023-2024.

### En sélections nationales
Ritchie De Laet fait ses débuts au sein de l'équipe de Belgique, lors de la Kirin Cup 2009. Il joue son premier match international le 29 mai 2009, contre le Chili (1-1).

## Palmarès
|  |  | Manchester United - Championnat d'Angleterre (1) : - Champion : 2009 - Coupe de la Ligue (1) : - Vainqueur : 2010 |  | Leicester City - Championnat d'Angleterre (1) : - Champion : 2016 - Champion d'Angleterre de D2 (1) : - Champion : 2014 |  | Middlesbrough FC - Champion d'Angleterre de D2 : - Vice-champion : 2016 |  | Royal Antwerp FC - Championnat de Belgique (1) : - Champion : 2023 - Coupe de Belgique (2) : - Vainqueur : 2020 et 2023 - Finaliste : 2024 - Supercoupe de Belgique (1) : - Vainqueur : 2023 |